# Bernardin de Quimper
Pour les articles homonymes, voir Bernardin.
Le Père Bernardin de Quimper, né en Bretagne, est un capucin français qui a exercé les fonctions de gouverneur de Bourbon durant la seconde moitié du XVIIe siècle : il a été le gouverneur de l'île du sud-ouest de l'océan Indien désormais appelée La Réunion entre janvier 1680 et le 1er décembre 1686.
Sous son mandat, d'après l'historien Prosper Ève, les expéditions menées contre les Noirs partis en marronnage furent plus fréquentes que durant celui de son prédécesseur, Germain de Fleurimont. Il les fit poursuivre jusqu'à la Plaine des Cafres, à 1 200 mètres d'altitude. Cependant, durant toute cette période, la chasse aux marrons demeura limitée par rapport à ce qui se pratiqua par la suite au XVIIIe siècle.

## Biographie
Le capucin Bernardin de Quimper est arrivé dans l'île en mai 1676, à bord du Saint-Robert, c'est alors le seul prêtre de Bourbon.
Il est connu pour avoir dressé les plans de Madère et de San Thomé. Son esprit pratique, sa connaissance des hommes, son énergie ainsi que son expérience font de lui l'homme de la situation en dépit de sa santé précaire.
Il développe l'agriculture et encourage la recherche du procédé d'extraction du sucre à partir de la canne alors que l'on ne produit que de l'alcool. Il introduit le coton, vulgarise le filage. Il ramène la paix civile et la convivialité chez les colons.
Souffrant, il quitte l'île le 30 novembre 1686, après avoir convaincu Jean Baptiste Drouillard, pilote de La Compagnie des Indes, de prendre temporairement l'administration de l'île.
Durant son voyage vers la France, il rédige un mémoire et dresse, pour Louis XIV, un rapport de la situation à Bourbon. Des considérations économiques y sont consignées : il vante la qualité des produits réunionnais : bois, tabac, aloès, coton... Des requêtes précises sont effectuées, comme la nécessité de faire venir des outils ainsi que des colons qui puissent exercer un métier. Le roi l'écoute et nomme  un nouveau gouverneur : Henry Habert de Vauboulon. Les deux hommes repartent ensemble à Bourbon.
Le 8 mars 1689, il est officiellement curé de Bourbon ;  il meurt le 27 mai de la même année.